# غربی (فیلم ۲۰۱۷)
غربی فیلمی درام به کارگردانی والسکا گریزباخ محصول سال ۲۰۱۷ است. این فیلم برای رقابت در بخش نوعی نگاه هفتادمین جشنواره فیلم کن انتخاب شده است.